# ワンオペ
ワンオペとは、
1. 単一の操作・工程の意（one operation）。
2. 1つの店舗・事務所などで1人の従業員・担当者にすべての業務を行わせている状態のこと。ワンマン・オペレーションの略。本記事ではこれについて記述する。下記の牛丼チェーンの深夜の労働体系が2014年に社会問題となった。

## 発端と派生語

### すき家における深夜勤務のワンオペ問題
2014年に牛丼店「すき家」の全国の店舗の大半で、深夜帯はワンオペの労働体系(従業員が1人体制)としていたことが問題視されるようになった。この牛丼チェーンの労働体系を指した「ワンオペ」という言葉が同年に話題となった。一例として、ある大学生はメディアのインタビューに対し、休憩をとらないまま1人勤務(ワンオペ勤務)に9時間就いた経験があることを告白した。また従業員に対するアンケートによれば、「回転（24時間以上の連続勤務を週数日間連続でこなしてしまう）により、居眠り運転による事故を起こした」「年末に親に会い、20㎏もやせてみていられない。やめてくれと頼まれた」などといった意見が寄せられ、中には月あたり500時間以上勤務したという事例や、2週間以上も自宅に帰ることができなかったという人もいたとされる。
これらの問題に対し、同社が組織した外部有識者らで構成する第三者委員会から「法令違反」とする指摘があったことから、ワンオペを取り入れていた多くの店では2014年10月以後、深夜0時から5時の営業を停止するか、2人以上の従業員を配置しローテーションを図ることにより、ワンオペを「できるだけなくす」としている。また、2022年にはワンオペ勤務中に倒れてそのまま死亡した従業員のケースも発覚した。
全国の最低賃金は2023年度に初の1000円の大台を超え、深夜賃金はその日中時給へ25%上乗せすることが法律で決まった。すき家は2024年4月3日から牛丼チェーン初の試みとなる深夜料金の導入し、午後10時から午前5時の間の商品料金を7%上乗せすることとした。

### フルタイム女性におけるワンオペ育児・外部委託サービス
上記のチェーン店での労働体系「ワンオペ」が社会問題となった、その翌2015年ころからTwitterで「親族による育児支援の無い核家族夫婦+子供という家族構成の共働き家庭」で、夫婦のうちどちらか1人のみが育児などを行っている状態を指す言葉として、「ワンオペ育児」が生まれた。共働き世帯がレアだった時は「女性が育児・男性が稼ぎ」という役割分担は普通のことで、専業主婦又は親族の育児支援で社会はうまく回っていた。しかし、一家の家計を男性単独で担える程の賃金が困難となった後は「男性側の収入が高い家庭」を除き、共働きじゃないと家計がやっていけない家庭が増えたことで、共働き家庭が増えている。育児女性は「仕事と両立」という社会的な風潮・核家族化で「親族からの育児支援が受けられないケース」が広がっている中で、「フルタイム共働き育児女性」へ「稼ぐこと」と育児という両方負担状態が問題視されるようになった。
「フルタイム男性とフルタイム女性の育児夫婦」という共働き世帯は増加したことで、家事や育児の外部委託サービス提供企業が出来た。しかし、家事代行や育児代行（ベビーシッター）など金銭を用いた委託文化がフルタイム女性のいる共働き家庭へ日本ではまだまだ浸透していない。しかし、ワーキングマザーの「手取り÷職務労働に費やした時間」から「実質的な自己の時給」を計算すると、時間あたりの利用料金よりも稼ぎが多い女性の場合は家事や育児の外部委託サービスを使用しないことは金銭的に損だと指摘されている。